# Powiat Gütersloh
Powiat Gütersloh (niem. Kreis Gütersloh) – powiat w Niemczech, w kraju związkowym Nadrenia Północna-Westfalia, w rejencji Detmold. Siedzibą powiatu jest miasto Gütersloh.

## Podział administracyjny
Powiat Gütersloh składa się z:
- dziesięciu gmin miejskich (Stadt)
- trzech gmin wiejskich (Gemeinde)

Gminy miejskie:
| Lp. | Nazwa gminy miejskiej    | Ludność (31.12.2010) | Powierzchnia km² |
| --- | ------------------------ | -------------------- | ---------------- |
| 1   | Borgholzhausen           | 8.620                | 55,86            |
| 2   | Gütersloh                | 96.404               | 111,99           |
| 3   | Halle (Westf.)           | 21.081               | 66,29            |
| 4   | Harsewinkel              | 24.072               | 100,59           |
| 5   | Rheda-Wiedenbrück        | 47.316               | 86,68            |
| 6   | Rietberg                 | 28.868               | 110,31           |
| 7   | Schloß Holte-Stukenbrock | 26.156               | 67,46            |
| 8   | Verl                     | 24.984               | 71,36            |
| 9   | Versmold                 | 20.985               | 85,43            |
| 10  | Werther (Westf.)         | 11.453               | 35,32            |

Gminy wiejskie:
| Lp. | Nazwa gminy wiejskiej | Ludność (31.12.2010) | Powierzchnia km² |
| --- | --------------------- | -------------------- | ---------------- |
| 1   | Herzebrock-Clarholz   | 16.013               | 79,28            |
| 2   | Langenberg            | 8.048                | 38,31            |
| 3   | Steinhagen            | 19.766               | 56,21            |